# 似鳥鶏
似鳥 鶏（にたどり けい、1981年3月20日 -）は、日本の小説家・推理作家。千葉県生まれ、在住。千葉大学教育学部卒業。北海道大学法科大学院在学中に小説家デビュー。
2006年、『理由（わけ）あって冬に出る』で第16回鮎川哲也賞に佳作入選し、2007年に同作品で小説家デビュー。2014年、『昨日まで不思議の校舎』で2014大学読書人大賞の最終候補作となる。
2022年度選考からノベル大賞（集英社オレンジ文庫・コバルト文庫）の審査員を務めている。

## エピソード
- ペンネームの由来は、顔が鶏に似ていると友人に指摘されたことからだと語っている（『宮崎美子のすずらん本屋堂』出演時のコメントより）。
- 第1回小学館ライトノベル大賞受賞者の倉吹ともえとは、学生時代に同じサークル（音楽系）に属しており、似鳥は、新人賞応募前にデビュー作について倉吹ら同サークル時代の仲間にアドバイスを貰ったという[6]。
- 斜述トリックやクスリと笑えるお笑いが作品によっては多く使用される。その影響もあってか、刊行されるミステリー作品の多くには見開きページの一番左に、その2ページの注釈が書かれる。

## 理由あって冬に出る
第16回鮎川哲也賞佳作入選作。
- 鮎川哲也賞応募時、この作品の時代設定は作者の高校生時代と同じ頃（つまり今から十数年前）であり、母校の校舎が解体されると聞いた主人公が当時を回想するという形になっていたが、同賞の選考委員の意見もあり、現在の話に変更された。筆者は実際に母校の校舎が解体されると聞き、それへの哀悼の意を込めたかったという。
- toi8の装画による表紙では、主人公の《僕》こと葉山とおぼしき少年とともに眼鏡をかけた少女が立っているが、主な登場人物の中に、眼鏡に関する特徴の記述のある者が見あたらないため、一部で論議を呼んでいる[要出典]。以降の巻の表紙にもこの少女は存在し、次巻である『さよならの次にくる〈卒業式編〉』の表紙において手紙を持っている。その次の『さよならの次にくる〈新学期編〉』では、表紙にこの少女が存在するだけでなく、作品中に眼鏡をかけた少女が主要人物として登場し重要な役割を果たしている。なおけーしんによるキャラクターデザインではヒロインの柳瀬沙織は明確に眼鏡をかけていない。

## 作品リスト

### 単著

#### にわか高校生探偵団の事件簿(市立高校)シリーズ
装画：toi8 → けーしん
- 理由（わけ）あって冬に出る（2007年10月 創元推理文庫 ISBN 978-4-488-47301-3）
- さよならの次にくる〈卒業式編〉（2009年6月 創元推理文庫 ISBN 978-4-488-47302-0）
- さよならの次にくる〈新学期編〉（2009年8月 創元推理文庫 ISBN 978-4-488-47303-7）
- まもなく電車が出現します（2011年5月 創元推理文庫 ISBN 978-4-488-47304-4）
  - 収録作品：まもなく電車が出現します / シチュー皿の底は並行宇宙に繋がるか？ / 頭上の惨劇にご注意ください / 嫁と竜のどちらをとるか？ / 今日から彼氏
- いわゆる天使の文化祭（2011年12月 創元推理文庫 ISBN 978-4-488-47305-1）
- 昨日まで不思議の校舎（2013年4月 創元推理文庫 ISBN 978-4-488-47306-8）
- 家庭用事件（2016年4月 創元推理文庫 ISBN 978-4-488-47307-5）
  - 収録作品：不正指令電磁的なんとか / 的を外れる矢のごとく / 家庭用事件 / お届け先には不思議を添えて / 優しくないし健気でもない
- 卒業したら教室で（2021年3月 創元推理文庫 ISBN 978-4-488-47308-2）

#### 楓ヶ丘動物園シリーズ
装画：スカイエマ
- 午後からはワニ日和（2012年3月 文春文庫 ISBN 978-4-16-780177-9）
- ダチョウは軽車両に該当します（2013年6月 文春文庫 ISBN 978-4-16-783861-4）
- 迷いアルパカ拾いました（2014年7月 文春文庫 ISBN 978-4-16-790139-4）
- モモンガの件はおまかせを（2017年5月 文春文庫 ISBN 978-4-16-790846-1）
  - 収録作品：いつもと違うお散歩コース / 密室のニャー / 証人ただいま滑空中 / 愛玩怪物
- 七丁目まで空が象色（2020年1月 文春文庫 ISBN 978-4-16-791420-2）

#### 戦力外捜査官シリーズ
装画：烏羽雨
- 戦力外捜査官 姫デカ・海月千波（2012年9月 河出書房新社 ISBN 978-4-309-02132-4 / 2013年10月 河出文庫 ISBN 978-4-309-41248-1）
- 神様の値段 戦力外捜査官2（2013年11月 河出書房新社 ISBN 978-4-309-02229-1）
  - 【改題】神様の値段 戦力外捜査官（2015年3月 河出文庫 ISBN 978-4-309-41353-2）
- ゼロの日に叫ぶ 戦力外捜査官3（2014年10月 河出書房新社 ISBN 978-4-309-02333-5）
  - 【改題】ゼロの日に叫ぶ 戦力外捜査官（2017年9月 河出文庫 ISBN 978-4-309-41560-4）
- 世界が終わる街 戦力外捜査官4（2015年10月 河出書房新社 ISBN 978-4-309-02412-7）
  - 【改題】世界が終わる街 戦力外捜査官（2017年10月 河出文庫 ISBN 978-4-309-41561-1）
- 破壊者の翼 戦力外捜査官（2017年11月 河出書房新社 ISBN 978-4-309-02613-8）

#### 難事件カフェシリーズ
- パティシエの秘密推理 お召し上がりは容疑者から（2013年9月 幻冬舎文庫 ISBN 978-4-344-42079-3）
  - 【改題】難事件カフェ（2020年4月 光文社文庫 ISBN 978-4-334-79003-5）
    - 収録作品：喪服の女王陛下のために / スフレの時間が教えてくれる / 星空と死者と桃のタルト / 最後は、甘い解決を
- 難事件カフェ2 焙煎推理（2020年5月 光文社文庫 ISBN 978-4-33-479018-9）
  - 収録作品：最高の仲間奇跡の友情 / 理想は不存在 / 焙煎推理

#### 御子柴シリーズ
装画：丹地陽子
- シャーロック・ホームズの不均衡（2015年11月 講談社タイガ ISBN 978-4-06-294004-7)
  - 収録作品：雪の日は日常にさよなら / シャーロック・ホームズの産卵 / 世界は名探偵でできている / 貴きものは頭部を狙う
- シャーロック・ホームズの十字架（2016年11月 講談社タイガ ISBN 978-4-06-294050-4）
  - 収録作品：強酸性湖で泳ぐ / 争奪戦の島 / 象になる罪

#### 育休刑事シリーズ
- 育休刑事（2019年5月 幻冬舎 ISBN 978-4-344-03465-5 / 2022年8月 角川文庫 ISBN 978-4-04-111513-8）
  - 収録作品：人質は寝返りをする / 瞬間移動のはずがない / お外に出たらご挨拶
- 育休刑事 (諸事情により育休延長中) （2023年4月 角川文庫 ISBN 978-4-04-113474-0）
  - 収録作品：世界最大の「不可能」 / 徒歩でカーチェイス / あの人は嘘をついている / 父親刑事

#### その他
- 迫りくる自分（2014年2月 光文社 ISBN 978-4-334-92927-5 / 2016年2月 光文社文庫 ISBN 978-4-334-77237-6）
- 青藍病治療マニュアル（2015年2月 角川書店 ISBN 978-4-04-102529-1）
  - 【改題】きみのために青く光る（2017年7月 角川文庫 ISBN 978-4-04-105397-3）
    - 収録作品：犬が光る / この世界に二人だけ / 年収の魔法使い / ?をつく。そして決して離さない
- レジまでの推理 本屋さんの名探偵（2016年1月 光文社 ISBN 978-4-334-91075-4 / 2018年4月 光文社文庫 ISBN 978-4-334-77629-9）
  - 収録作品：7冊で海を越えられる / 全てはエアコンのために / 通常業務探偵団 / 本屋さんよ永遠に
- 一〇一教室（2016年10月 河出書房新社 ISBN 978-4-309-02503-2）
- 彼女の色に届くまで（2017年3月 角川書店 ISBN 978-4-04-105213-6 / 2020年2月 角川文庫 ISBN 978-4-04-108571-4）
  - 収録作品：雨の日、光の帝国で / 極彩色を超えて / 持たざる密室 / 嘘の真実と真実の嘘 / そして君になる
- 100億人のヨリコさん（2017年8月 光文社 ISBN 978-4-334-91181-2 / 2019年6月 光文社文庫 ISBN 978-4-334-77858-3）
- 名探偵誕生（2018年6月 実業之日本社 ISBN 978-4-408-53725-2 / 2021年12月 実業之日本社文庫 ISBN 978-4-408-55683-3）
  - 収録作品：となり町は別の国 / 恋するドトール / 海王星を割る / 愛していると言えるのか / 初恋の終わる日
- 叙述トリック短編集（2018年9月 講談社 ISBN 978-4-06-513139-8 / 2021年4月 講談社タイガ ISBN 978-4-06-523087-9）
  - 収録作品：読者への挑戦状 / ちゃんと流す神様 / 背中合わせの恋人 / 閉じられた三人と二人 / なんとなく買った本の結末 / 貧乏荘の怪事件 / ニッポンを背負うこけし
- そこにいるのに（2018年11月 河出書房新社 ISBN 978-4-309-02746-3)
  - 【改題】そこにいるのに 13の恐怖の物語（2021年6月 河出文庫 ISBN 978-4-309-41820-9）
    - 収録作品：六年前の日記 / 写真 / おまえを見ている / 陸橋のあたりから / 二股の道にいる / 痛い / なぜかそれはいけない / 帰り道の子供 / 随伴者 / 昨日の雪 / なかったはずの位置に / ルール〈Googleストリートビューについて〉 / 視えないのにそこにいる
- 目を見て話せない（2019年10月 角川書店 ISBN 978-4-04-108425-0）
  - 【改題】コミュ障探偵の地味すぎる事件簿（2021年12月 角川文庫 ISBN 978-4-04-111628-9）
    - 収録作品：論理の傘は差しても濡れる / 西千葉のフランス / カラオケで魔王を歌う / 団扇の中に消えた人 / 目を見て推理を話せない
- 生まれつきの花 警視庁 花人犯罪対策班（2020年9月 河出書房新社 ISBN 978-4-309-02914-6）
- 推理大戦（2021年8月 講談社 ISBN 978-4-06-524456-2）
- 夏休みの空欄探し（2022年6月 ポプラ社 ISBN 978-4-591-17419-7）
- 小説の小説（2022年9月 KADOKAWA ISBN 978-4-04-111735-4）
  - 収録作品：立体的な藪 / 文化が違う / 無小説 / 曰本最後の小説

### アンソロジー
「」内が似鳥鶏の作品
- 放課後探偵団 書き下ろし学園ミステリ・アンソロジー（2010年11月 創元推理文庫 ISBN 978-4-488-40055-2）「お届け先には不思議を添えて」
- 大崎梢リクエスト! 本屋さんのアンソロジー（2013年1月 光文社 ISBN 978-4-334-92865-0 / 2014年8月 光文社文庫 ISBN 978-4-334-76786-0）「7冊で海を越えられる」
- この部屋で君と（2014年8月 新潮文庫nex ISBN 978-4-10-180005-9）「十八階のよく飛ぶ神様」
- どうぶつたちの贈り物（2016年2月 PHP研究所 ISBN 978-4-569-82793-3）「蹴る鶏の夏休み」
  - 【改題】世にもふしぎな動物園（2018年11月 PHP文芸文庫 ISBN 978-4-569-76862-5）
- ベスト本格ミステリ2017（2017年6月 講談社ノベルス ISBN 978-4-06-299098-1）「鼠でも天才でもなく」
  - 【再編集】ベスト本格ミステリ TOP5 短編傑作選003(2019年4月 講談社文庫 ISBN 978-4-06-515068-9)【改題】「極彩色を越えて」
- 共犯関係（2017年10月 ハルキ文庫 ISBN 978-4-75844121-6）「美しき余命」
- 新鮮 THE どんでん返し（2017年12月 双葉文庫 ISBN 978-4-575-52060-6）「筋肉事件/四人目の」
- 怪を編む（2018年4月 光文社 ISBN 978-4-334-77632-9）「イルカのシール」
- 鍵のかかった部屋 5つの密室（2018年8月 新潮文庫nex ISBN 978-4-10-180136-0）「このトリックの問題点」
- 沈黙の狂詩曲（2019年11月 光文社 ISBN 978-4-334-91321-2）「美しき余命」
- その境界を越えてゆけ（2020年1月 角川書店 ISBN 978-4-04-109073-2）「日本最後の小説」
- ベスト6ミステリーズ2016（2020年4月 講談社文庫 ISBN 978-4-06-519394-5）「鼠でも天才でもなく」
- 超短編！ 大どんでん返し（2021年2月 小学館文庫 ISBN 978-4-09-406883-2）「vsパンダ」
- Jミステリー2022 FALL（2022年10月 光文社文庫 ISBN 978-4-334-79439-2）「The Syncopated Clock 愉快な時計」
- 黒猫を飼い始めた（2023年2月 講談社 ISBN 978-4-06-530632-1）「神の両側で猫を飼う」

### エッセイ・その他
- ファンタジーへの誘い（TricksterAge編集部・編 2016年6月 徳間書店 ISBN 978-4-19-864180-1） - インタビュー集
- おしゃべりな銀座（銀座百点・編 2017年6月 扶桑社 ISBN 978-4-594-07716-7）「銀座のウシツツキ」
- あの人とあの本の話（瀧井朝世・著 2018年4月 小学館 ISBN 978-4-09-388619-2）「一〇一教室」 - 自著に対するインタビュー集
- 人生を変えるアニメ（河出書房新社・編 2018年8月 河出書房新社 ISBN 978-4-309-61714-5）「本当にリアルな巨大ロボットとは? 『機動警察パトレイバー 劇場版』」
- ミステリーツアー（講談社・編、青崎有吾、阿津川辰海、伊吹亜門、真下みこと・共著 2024年6月 講談社 ISBN 978-4-06-535898-6） - 書評集。

### 単著未収録短編
- 筋肉事件/四人目の（KADOKAWA『ダ・ヴィンチ』2014年3月号）
- このトリックの問題点（新潮社『小説新潮』2017年7月号）
- 神の両側で猫を飼う（講談社「Mephisto Readers Club」2022年4月18日）
- 吾輩は犯人である（東京創元社『紙魚の手帖』vol.05 JUNE 2022）
- 僕の体には呼べない一部がある（光文社『ジャーロ』No.85 2022 NOVEMBER）
- 日常的な非日常（東京創元社『紙魚の手帖』vol.21 FEBRUARY 2025）

## 映像化作品
テレビドラマ
- 戦力外捜査官（2014年1月11日 - 3月15日、全10話、日本テレビ「土曜ドラマ」枠で放送、主演：武井咲、原作：『戦力外捜査官 姫デカ・海月千波』『神様の値段 戦力外捜査官2』）
- 育休刑事（2023年4月18日 - 6月20日、全10話、NHK総合テレビ「ドラマ10」枠で放送予定、主演：金子大地、原作：『育休刑事』『育休刑事 (諸事情により育休延長中) 』）

## メディア出演
- 宮崎美子のすずらん本屋堂（2013年9月6日放送、BSイレブン）[8]

## 朗読化作品
- 理由（わけ）あって冬に出る（2007年10月 創元推理文庫）が株式会社アールアールジェイにより朗読化されている。朗読者は別府なるみ。

「kikubon（キクボン）」にて現在配信中である。